# Th. Egebæk
Th. Egebæk (født 18. juni 1883 i Tolstrup, død 21. september 1971 i Strib) var seminarieforstander i Skårup.
Thomas Carl Pedersen Egebæk blev født i Tolstrup ved Brønderslev som søn af snedkermester Chr. P. Egebæk (død 1925) og hustru Ane Marie, f. Thomsen (død 1935). 
Gift 1909 med Helga Dagmar Ingeborg Egebæk (født Jensen-Barch 1884 i Ringkøbing).
- 1904 lærereksamen fra Silkeborg Seminarium
- 1904-1905 Askov Sløjdlærerskole
- 1913-14-15 og 18-19 Statens Lærerhøjskole
- 1904-1906 lærer ved Vejen Realskole
- 1906-1920 lærer ved Viborg kommunale skolevæsen
- 1920-1930 lærer ved Haderslev Statsseminarium
- 1930-1950 forstander for Skårup Statsseminarium
- 1950-1957 censor ved sløjdlærereksamen

Medlem af bestyrelsen for Sløjdforeningen af 1902 1905-08 og fra 1929. Formand 1931–1953. Redaktør af Sløjdbladet 1939-1953. Forkæmper for Askov Skolesløjd.
Derudover mange bestyrelsesposter og medlem af Haderslev byråd m.v.
Efter sin pensionering bosatte han sig i Strib, men den 25. september 1971 blev han begravet i Skårup.